# Бирас
Бира́с (фр. Biras) — коммуна во Франции, находится в регионе Аквитания. Департамент — Дордонь. Входит в состав кантона Брантом. Округ коммуны — Перигё.
Код INSEE коммуны — 24042.

## География

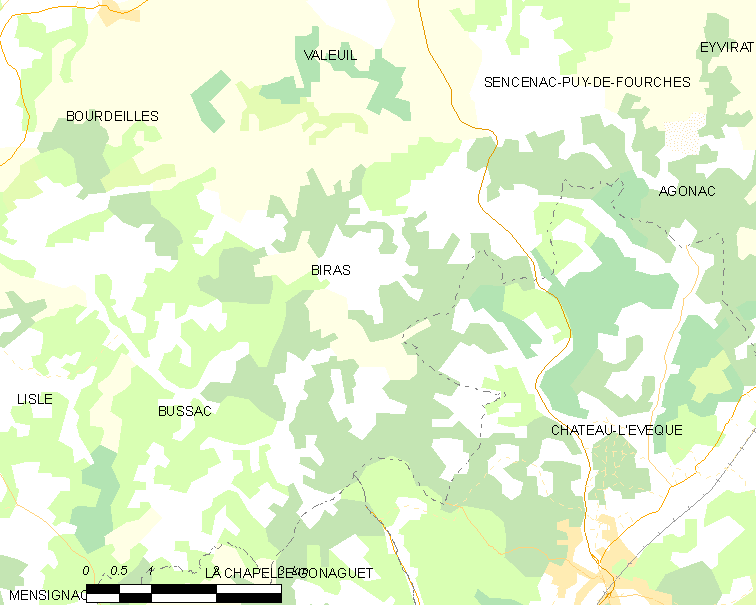
Карта коммуны

Коммуна расположена приблизительно в 420 км к югу от Парижа, в 110 км северо-восточнее Бордо, в 14 км к северо-западу от Перигё.

### Климат
Климат умеренный океанический со средним уровнем осадков, которые выпадают преимущественно зимой. Лето здесь долгое и тёплое, однако также довольно влажное, здесь не бывает регулярных периодов летней засухи. Средняя температура января — 5 °C, июля — 18 °C. Изредка вследствие стечения неблагоприятных погодных условий может наблюдаться непродолжительная засуха или случаются поздние заморозки. Климат меняется очень часто, как в течение сезона, так и год от года.

## Население
Население коммуны на 2010 год составляло 586 человек.
| 1962 | 1968 | 1975 | 1982 | 1990 | 1999 | 2010 |
| ---- | ---- | ---- | ---- | ---- | ---- | ---- |
| 370  | 344  | 343  | 354  | 372  | 362  | 586  |

## Администрация
| Период | Период | Фамилия     | Партия       | Примечания               |
| ------ | ------ | ----------- | ------------ | ------------------------ |
| ?      | 1989   | Леонс Сешер |              | скототорговец            |
| 1989   | 2001   | Рене Надаль |              | фермер                   |
| 2001   | 2020   | Клод Сешер  | беспартийный | скототорговец, пенсионер |

## Экономика
В 2010 году среди 372 человек трудоспособного возраста (15—64 лет) 288 были экономически активными, 84 — неактивными (показатель активности — 77,4 %, в 1999 году было 69,1 %). Из 288 активных жителей работали 260 человек (136 мужчин и 124 женщины), безработных было 28 (11 мужчин и 17 женщин). Среди 84 неактивных 26 человек были учениками или студентами, 38 — пенсионерами, 20 были неактивными по другим причинам.

## Достопримечательности
- Замок Кот (XVIII век)
- Церковь Св. Хлодоальда (XII век)

## Фотогалерея

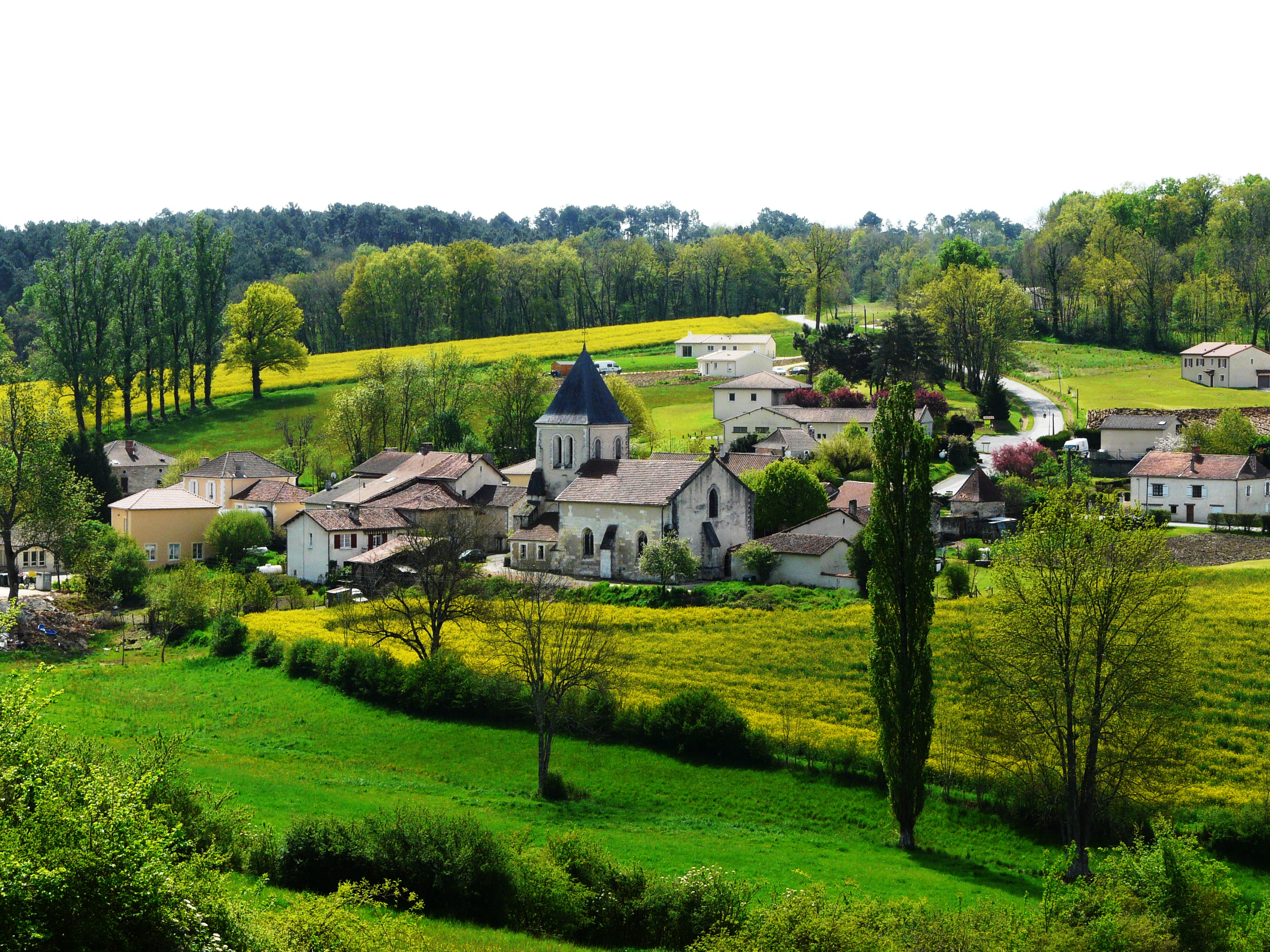
Бирас
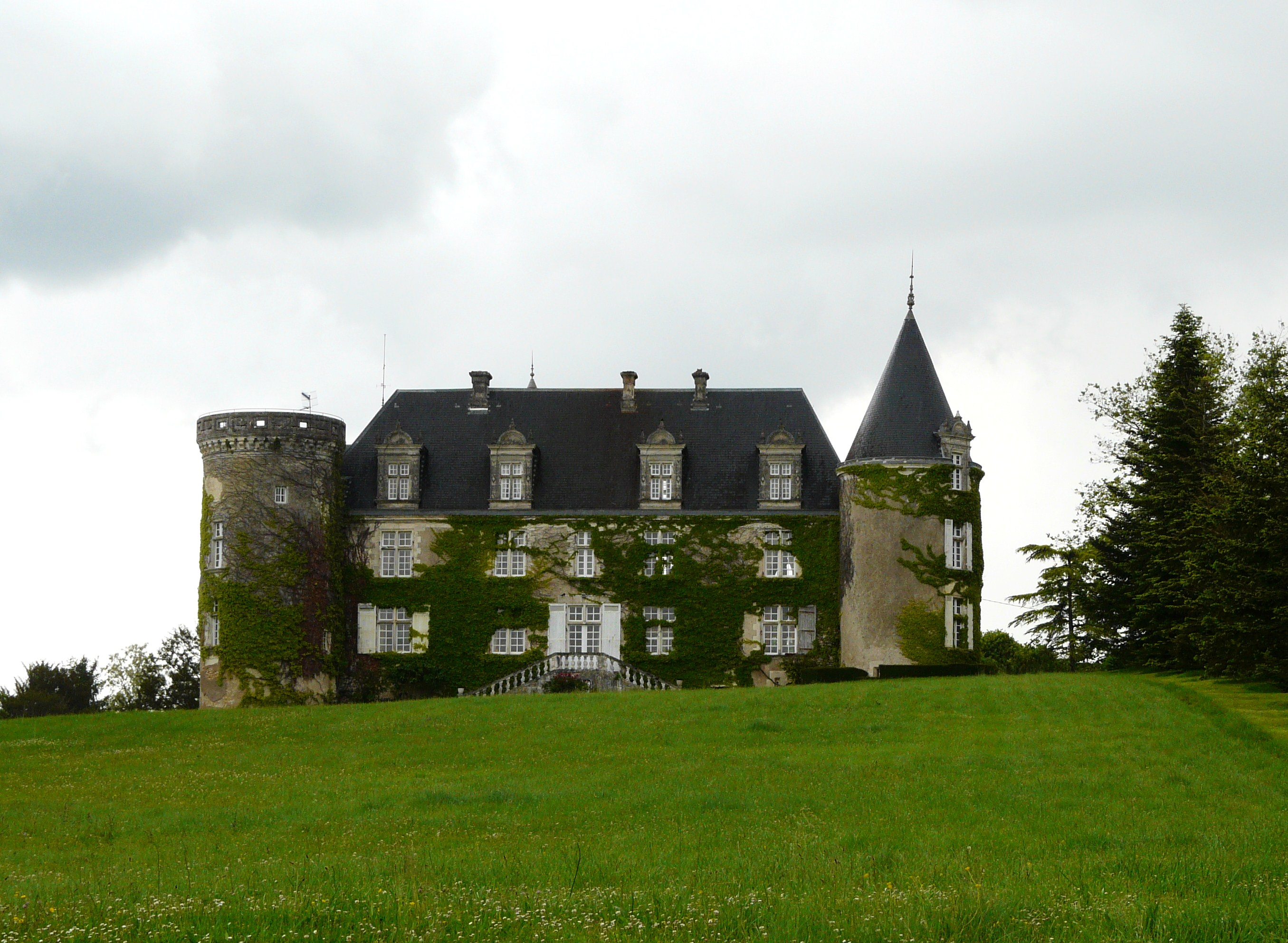
Замок Кот
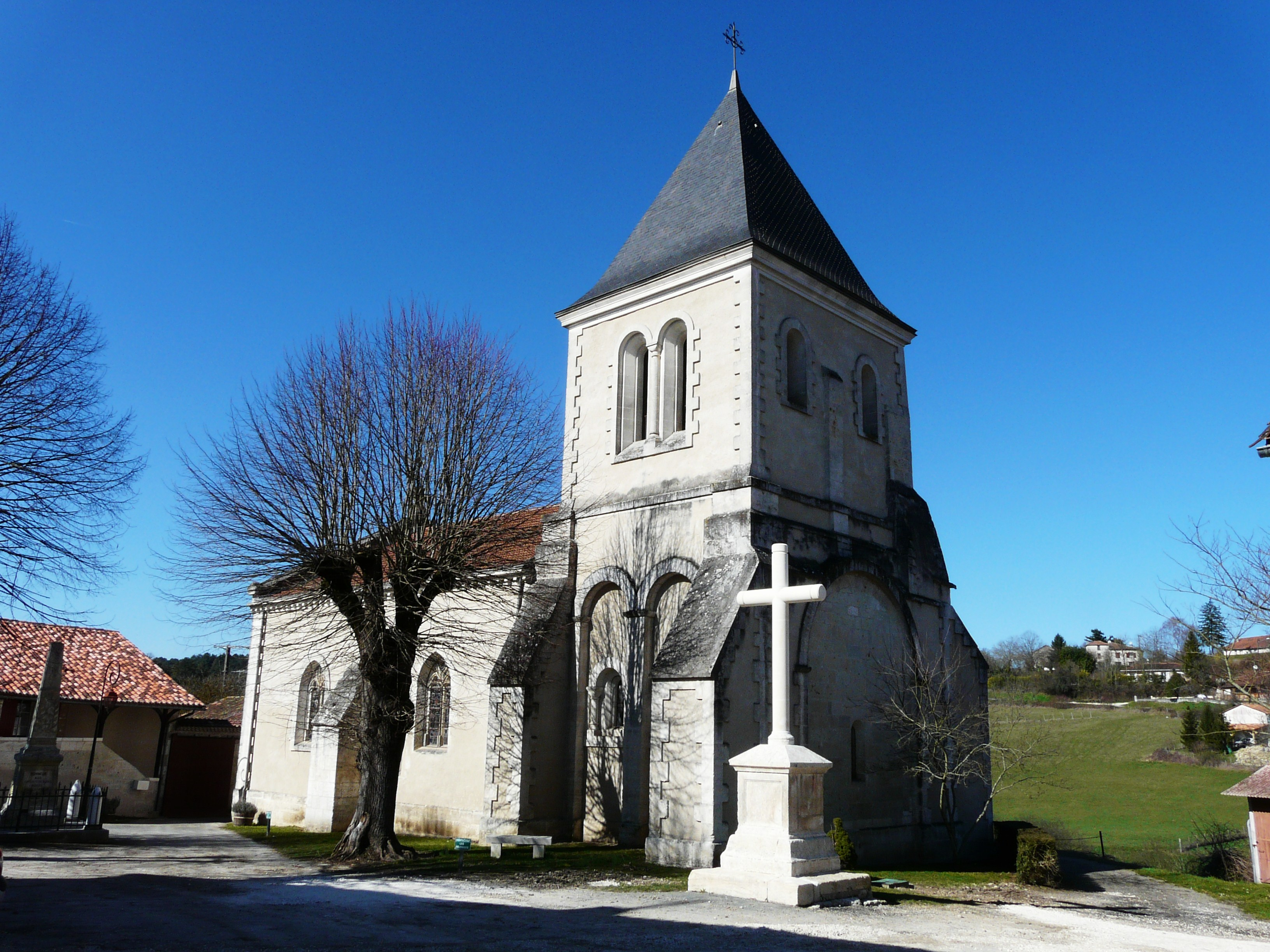
Церковь Св. Хлодоальда
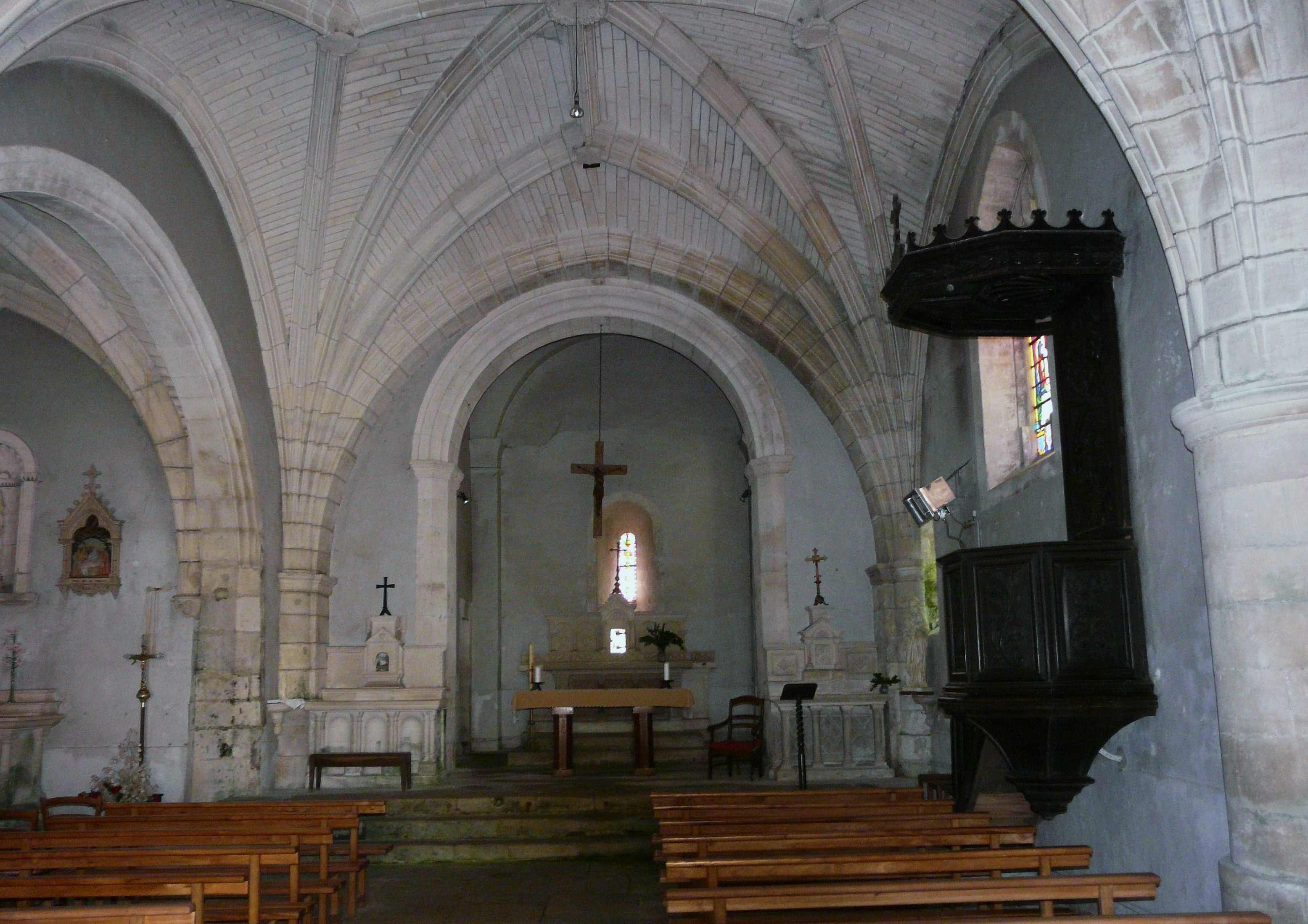
Интерьер церкви
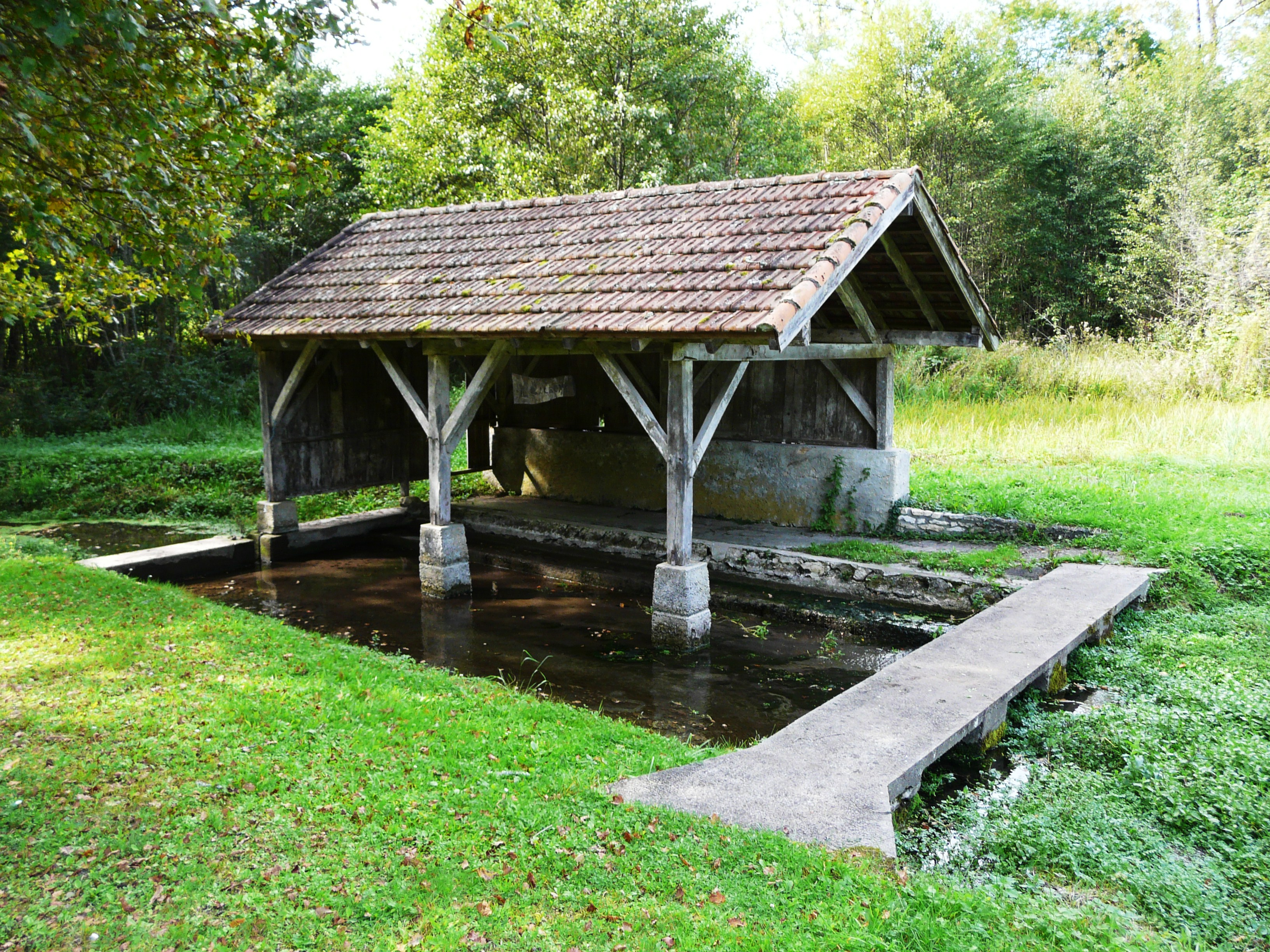
Общественная прачечная
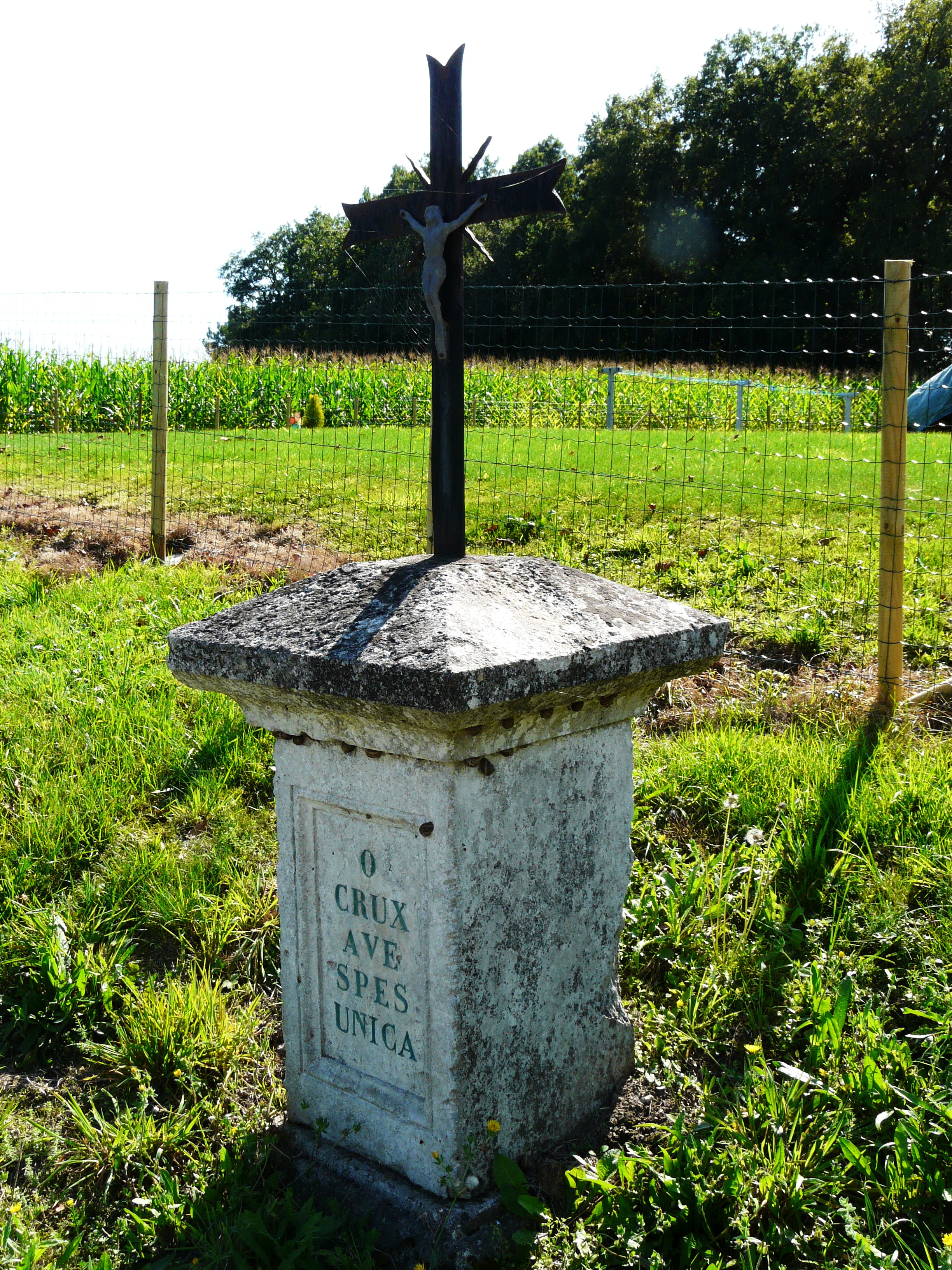
Крест